# Solopos
Solopos – indonezyjski dziennik wydawany w Surakarcie. Został założony w 1997 roku.
Jest główną lokalną gazetą w regionie.